# Robert Lemaignen
Robert André François Louis Lemaignen (Blois, 15 maart 1893 - Parijs, 3 april 1980) was een Franse politicus, voornamelijk bekend als Eurocommissaris in de commissie van Walter Hallstein.

## Levensverhaal
Lemaignen was een conservatieve politicus. Hij werkte als vertegenwoordiger in de overzeese gebieden van Frankrijk. Vervolgens werd hij president van de Societe comerciale des ports africains de l'Afrique-Occidentale Française en was hij vicevoorzitter van de vakbond Conseil national du patronat français. In januari 1958 werd Lemaignen aangesteld als Commissaris van Overzeese Gebieden. Vier jaar later besloot hij zijn mandaat niet te verlengen en werd zijn functie in de tweede Hallstein commissie overgenomen door Henri Rochereau.
 Giuseppe Caron ·  Hans von der Gröben ·  Walter Hallstein ·  Robert Lemaignen ·  Lionello Levi Sandri ·  Piero Malvestiti** ·  Sicco Mansholt ·  Robert Marjolin · 
  Giuseppe Petrilli** ·  Michel Rasquin* ·  Jean Rey ·  Lambert Schaus 
  * overleden, ** afgetreden 
Robert Lemaignen (1958-62) · Henri Rochereau (1962-70) · Jean-François Deniau (1970-73) · Claude Cheysson (1973-81) · Edgard Pisani (1981-85) · Lorenzo Natali (1985-89) · Manuel Marín (1989-95) · Emma Bonino (1995-99) · Poul Nielson (1999-2004) · Louis Michel (2004-09)  · Karel De Gucht (2009-10) · Andris Piebalgs (2010-14) · Neven Mimica (2014-)
- Bibliothèque nationale de France: cb126202620 (data)
- Gemeinsame Normdatei: 132290251
- International Standard Name Identifier: 0000 0000 8115 0991
- Library of Congress Control Number: nr97035652
- Nederlandse Thesaurus van Auteursnamen: 072165103
- Parlement.com: vi2glo7wlyzl
- Système universitaire de documentation: 092364195
- Virtual International Authority File: 36826686
- WorldCat: E39PBJm4Qf3BXvXgDMVQM4gqcP